# Litvánia a 2016. évi nyári olimpiai játékokon
Litvánia a brazíliai Rio de Janeiróban megrendezett 2016. évi nyári olimpiai játékok egyik részt vevő nemzete volt. Az országot az olimpián 15 sportágban 67 sportoló képviselte, akik összesen 4 érmet szereztek.

## Érmesek
| Érem  | Versenyző                            | Sportág    | Versenyszám              |
| ----- | ------------------------------------ | ---------- | ------------------------ |
| Ezüst | Mindaugas Griškonis Saulius Ritter   | Evezés     | Férfi kétpárevezős       |
| Bronz | Milda Valčiukaitė Donata Vištartaitė | Evezés     | Női kétpárevezős         |
| Bronz | Aurimas Lankas Edvinas Ramanauskas   | Kajak-kenu | Férfi kajak kettes 200 m |
| Bronz | Aurimas Didžbalis                    | Súlyemelés | Férfi 94 kg              |

## Atlétika
Férfi
| Versenyző          | Versenyszám     | Döntő         | Döntő         |
| Versenyző          | Versenyszám     | Idő           | Helyezés      |
| ------------------ | --------------- | ------------- | ------------- |
| Valdas Dopolskas   | Maraton         | 2:28:21       | 111.          |
| Remigijus Kančys   | Maraton         | 2:21:10       | 75.           |
| Marius Šavelskis   | 20 km gyaloglás | 1:29:26       | 59.           |
| Marius Žiūkas      | 20 km gyaloglás | 1:22:27       | 26.           |
| Arturas Mastianica | 50 km gyaloglás | nem ért célba | nem ért célba |
| Tadas Šuškevičius  | 50 km gyaloglás | 4:04:10       | 33.           |

| Versenyző       | Versenyszám   | Selejtező | Selejtező | Döntő    | Döntő    |
| Versenyző       | Versenyszám   | Eredmény  | Helyezés  | Eredmény | Helyezés |
| --------------- | ------------- | --------- | --------- | -------- | -------- |
| Andrius Gudžius | Diszkoszvetés | 65,18 m   | 4.        | 60,66 m  | 12.      |

Női
| Versenyző                  | Versenyszám     | Előfutam | Előfutam | Előfutam | Elődöntő | Elődöntő | Elődöntő | Döntő         | Döntő         |
| Versenyző                  | Versenyszám     | Idő      | Hely.    | Össz.    | Idő      | Hely.    | Össz.    | Idő           | Helyezés      |
| -------------------------- | --------------- | -------- | -------- | -------- | -------- | -------- | -------- | ------------- | ------------- |
| Eglė Balčiūnaitė           | 800 m           | 2:02,98  | 6.       | 47.      | kiesett  | kiesett  | kiesett  | kiesett       | kiesett       |
| Rasa Drazdauskaitė         | Maraton         |          |          |          |          |          |          | 2:35:50       | 37.           |
| Diana Lobačevskė           | Maraton         |          |          |          |          |          |          | 2:30:48       | 17.           |
| Vaida Žūsinaitė            | Maraton         |          |          |          |          |          |          | 2:35:53       | 38.           |
| Neringa Aidietytė          | 20 km gyaloglás |          |          |          |          |          |          | nem ért célba | nem ért célba |
| Živilė Vaiciukevičiūtė     | 20 km gyaloglás |          |          |          |          |          |          | 1:41:28       | 56.           |
| Brigita Virbalytė-Dimšienė | 20 km gyaloglás |          |          |          |          |          |          | 1:35:11       | 29.           |

| Versenyző         | Versenyszám   | Selejtező | Selejtező | Döntő    | Döntő    |
| Versenyző         | Versenyszám   | Eredmény  | Helyezés  | Eredmény | Helyezés |
| ----------------- | ------------- | --------- | --------- | -------- | -------- |
| Airinė Palšytė    | Magasugrás    | 194 cm    | 11.       | 188 cm   | 13.*     |
| Zinaida Sendriūtė | Diszkoszvetés | 60,79 m   | 11.       | 61,89 m  | 10.      |

* - két másik versenyzővel azonos eredményt ért el

## Birkózás

### Férfi
Kötöttfogású
| Versenyző          | Versenyszám | Selejtező         | Nyolcaddöntő              | Negyeddöntő       | Elődöntő          | Vigaszág első kör | Vigaszág elődöntő | Bronz- mérkőzés   | Döntő             | Helyezés |
| Versenyző          | Versenyszám | Ellenfél Eredmény | Ellenfél Eredmény         | Ellenfél Eredmény | Ellenfél Eredmény | Ellenfél Eredmény | Ellenfél Eredmény | Ellenfél Eredmény | Ellenfél Eredmény | Helyezés |
| ------------------ | ----------- | ----------------- | ------------------------- | ----------------- | ----------------- | ----------------- | ----------------- | ----------------- | ----------------- | -------- |
| Edgaras Venckaitis | 66 kg       | erőnyerő          | Frank Stäbler (GER) · 2–3 | kiesett           | kiesett           | kiesett           | kiesett           | kiesett           | kiesett           | 11.      |

## Cselgáncs
Női
| Versenyző      | Versenyszám | Selejtező         | Nyolcaddöntő                       | Negyeddöntő       | Elődöntő          | Vigaszág elődöntő | Bronz- mérkőzés   | Döntő             | Helyezés |
| Versenyző      | Versenyszám | Ellenfél Eredmény | Ellenfél Eredmény                  | Ellenfél Eredmény | Ellenfél Eredmény | Ellenfél Eredmény | Ellenfél Eredmény | Ellenfél Eredmény | Helyezés |
| -------------- | ----------- | ----------------- | ---------------------------------- | ----------------- | ----------------- | ----------------- | ----------------- | ----------------- | -------- |
| Santa Pakenytė | Nehézsúly   | erőnyerő          | Jamabe Kanae (JPN) · 000(0)–100(1) | kiesett           | kiesett           |                   |                   |                   | 9.       |

## Evezés
Férfi
| Versenyző                                                                      | Versenyszám   | Előfutam | Előfutam | Vigaszág | Vigaszág | Negyeddöntő | Negyeddöntő | Elődöntő | Elődöntő | Elődöntő | Döntő | Döntő   | Döntő | Helyezés |
| Versenyző                                                                      | Versenyszám   | Idő      | Hely.    | Idő      | Hely.    | Idő         | Hely.       | Típus    | Idő      | Hely.    | Típus | Idő     | Hely. | Helyezés |
| ------------------------------------------------------------------------------ | ------------- | -------- | -------- | -------- | -------- | ----------- | ----------- | -------- | -------- | -------- | ----- | ------- | ----- | -------- |
| Armandas Kelmelis                                                              | Egypárevezős  | 7:34,59  | 5.       | 7:13,36  | 1.       | 7:04,67     | 5.          | C/D      | 7:20,72  | 4.       | D     | 7:00,72 | 1.    | 19.      |
| Mindaugas Griškonis Saulius Ritter                                             | Kétpárevezős  | 6:29,11  | 1.       | erőnyerő | erőnyerő |             |             | A/B      | 6:14,61  | 1.       | A     | 6:51,39 | 2.    |          |
| Dovydas Nemeravičius Martynas Džiaugys Dominykas Jančionis Aurimas Adomavičius | Négypárevezős | 5:58,70  | 5.       | 5:55,78  | 3.       |             |             |          |          |          | B     | 6:15,16 | 3.    | 9.       |

Női
| Versenyző                            | Versenyszám  | Előfutam | Előfutam | Vigaszág | Vigaszág | Negyeddöntő | Negyeddöntő | Elődöntő | Elődöntő | Elődöntő | Döntő | Döntő   | Döntő | Helyezés |
| Versenyző                            | Versenyszám  | Idő      | Hely.    | Idő      | Hely.    | Idő         | Hely.       | Típus    | Idő      | Hely.    | Típus | Idő     | Hely. | Helyezés |
| ------------------------------------ | ------------ | -------- | -------- | -------- | -------- | ----------- | ----------- | -------- | -------- | -------- | ----- | ------- | ----- | -------- |
| Lina Šaltytė                         | Egypárevezős | 8:35,92  | 3.       | erőnyerő | erőnyerő | 7:38,39     | 5.          | C/D      | 7:55,57  | 1.       | C     | 7:30,38 | 2.    | 14.      |
| Donata Vištartaitė Milda Valčiukaitė | Kétpárevezős | 7:04,82  | 1.       | erőnyerő | erőnyerő |             |             | A/B      | 6:52,46  | 2.       | A     | 7:43,76 | 3.    |          |

## Kajak-kenu

### Gyorsasági
Férfi
| Versenyző                              | Versenyszám         | Előfutam | Előfutam | Előfutam | Elődöntő | Elődöntő | Elődöntő | Döntő | Döntő    | Döntő    | Helyezés |
| Versenyző                              | Versenyszám         | Idő      | Hely.    | Össz.    | Idő      | Hely.    | Össz.    | Típus | Idő      | Helyezés | Helyezés |
| -------------------------------------- | ------------------- | -------- | -------- | -------- | -------- | -------- | -------- | ----- | -------- | -------- | -------- |
| Ignas Navakauskas                      | Kajak egyes 200 m   | 35,144   | 4.       | 10.      | 35,168   | 5.       | 11.      | B     | 37,075   | 1.       | 7.       |
| Aurimas Lankas Edvinas Ramanauskas     | Kajak kettes 200 m  | 31,755   | 1.       | 5.       | erőnyerő | erőnyerő | erőnyerő | A     | 32,382   | 3.       |          |
| Ričardas Nekriošius Andrejus Olijnikas | Kajak kettes 1000 m | 3:24,246 | 3.       | 4.       | 3:18,526 | 2.       | 5.       | A     | 3:14,748 | 5.       | 5.       |
| Henrikas Žustautas                     | Kenu egyes 200 m    | 40,048   | 2.       | 3.       | 41,187   | 6.       | 14.      | B     | 40,230   | 3.       | 11.      |

## Kerékpározás

### Országúti kerékpározás
Férfi
| Versenyző            | Versenyszám   | Idő              | Helyezés        |
| -------------------- | ------------- | ---------------- | --------------- |
| Ignatas Konovalovas  | Mezőnyverseny | limitidőn kívül  | limitidőn kívül |
| Ramūnas Navardauskas | Mezőnyverseny | 6:22:23 (+12:18) | 35.             |

Női
| Versenyző      | Versenyszám   | Idő             | Helyezés |
| -------------- | ------------- | --------------- | -------- |
| Daiva Tušlaitė | Mezőnyverseny | 3:58:34 (+7:07) | 34.      |

### Pálya-kerékpározás
Sprintversenyek
| Versenyző          | Versenyszám | Selejtező | Selejtező | 1. forduló                 | Vigaszág               | Vigaszág | 2. forduló                  | Vigaszág                                             | Vigaszág | 9–12. helyért          | 9–12. helyért | Negyeddöntő                          | 5–8. helyért                                                                                  | 5–8. helyért | Elődöntő             | Döntő                | Helyezés |
| Versenyző          | Versenyszám | Idő       | Hely.     | Ellenfél Győztes idő       | Ellenfelek Győztes idő | Hely.    | Ellenfél Győztes idő        | Ellenfelek Győztes idő                               | Hely.    | Ellenfelek Győztes idő | Hely.         | Ellenfél Győztes idő                 | Ellenfelek Győztes idő                                                                        | Hely.        | Ellenfél Győztes idő | Ellenfél Győztes idő | Helyezés |
| ------------------ | ----------- | --------- | --------- | -------------------------- | ---------------------- | -------- | --------------------------- | ---------------------------------------------------- | -------- | ---------------------- | ------------- | ------------------------------------ | --------------------------------------------------------------------------------------------- | ------------ | -------------------- | -------------------- | -------- |
| Simona Krupeckaitė | Női egyéni  | 10,978    | 10.       | Anna Meares (AUS) · 11,308 |                        |          | Elis Ligtlee (NED) · 11,360 | Virginie Cueff (FRA) · Natasha Hansen (NZL) · 11,614 | 1.       |                        |               | Katy Marchant (GBR) · 11,225; 11,342 | Csung Tien-si (Zhong Tianshi) (CHN) · Lee Wai Sze (HKG) · Anasztaszija Vojnova (RUS) · 11,197 | 3.           |                      |                      | 7.       |

Keirin
| Versenyző          | Versenyszám | 1. forduló | Vigaszág | 2. forduló | 7–12. helyért | Döntő    | Helyezés |
| Versenyző          | Versenyszám | Helyezés   | Helyezés | Helyezés   | Helyezés      | Helyezés | Helyezés |
| ------------------ | ----------- | ---------- | -------- | ---------- | ------------- | -------- | -------- |
| Simona Krupeckaitė | Női         | 2.         | erőnyerő | 5.         | 6.            |          | 12.      |

## Kosárlabda

### Férfi
| Litván férfi kosárlabdacsapat-játékoskeret                                                                            | Litván férfi kosárlabdacsapat-játékoskeret                                                                            |
| --- | --- |
| - Marius Grigonis - Paulius Jankūnas - Robertas Javtokas - Adas Juškevičius - Mantas Kalnietis - Antanas Kavaliauskas | - Mindaugas Kuzminskas - Jonas Mačiulis - Domantas Sabonis - Renaldas Seibutis - Edgaras Ulanovas - Jonas Valančiūnas |

#### Eredmények
Csoportkör
B csoport
| Hely. | Csapat        | M | Gy | V | P+  | P–  | Pk  | P |
| ----- | ------------- | - | -- | - | --- | --- | --- | - |
| 1.    | Horvátország  | 5 | 3  | 2 | 400 | 407 | −7  | 8 |
| 2.    | Spanyolország | 5 | 3  | 2 | 432 | 357 | +75 | 8 |
| 3.    | Litvánia      | 5 | 3  | 2 | 392 | 428 | −36 | 8 |
| 4.    | Argentína     | 5 | 3  | 2 | 441 | 428 | +13 | 8 |
| 5.    | Brazília      | 5 | 2  | 3 | 411 | 407 | +4  | 7 |
| 6.    | Nigéria       | 5 | 1  | 4 | 392 | 441 | −49 | 6 |

| 2016. augusztus 7. 14:15 (19:15) | Brazília (BRA)                           | 76–82     | Litvánia     | Carioca Arena 1, Rio de Janeiro Nézőszám: 7990 Játékvezetők: Eddie Viator (FRA), Steve Anderson (USA), José Reyes (MEX) |
| 2016. augusztus 7. 14:15 (19:15) | (17–27, 12–31, 23–12, 24–12) Jegyzőkönyv |           |              | Carioca Arena 1, Rio de Janeiro Nézőszám: 7990 Játékvezetők: Eddie Viator (FRA), Steve Anderson (USA), José Reyes (MEX) |
| 2016. augusztus 7. 14:15 (19:15) | Barbosa 21                               | Pont      | Kalnietis 16 | Carioca Arena 1, Rio de Janeiro Nézőszám: 7990 Játékvezetők: Eddie Viator (FRA), Steve Anderson (USA), José Reyes (MEX) |
| 2016. augusztus 7. 14:15 (19:15) | Nenê 8                                   | Lepattanó | Jankūnas 7   | Carioca Arena 1, Rio de Janeiro Nézőszám: 7990 Játékvezetők: Eddie Viator (FRA), Steve Anderson (USA), José Reyes (MEX) |
| 2016. augusztus 7. 14:15 (19:15) | Huertas 3                                | Gólpassz  | Kalnietis 8  | Carioca Arena 1, Rio de Janeiro Nézőszám: 7990 Játékvezetők: Eddie Viator (FRA), Steve Anderson (USA), José Reyes (MEX) |

| 2016. augusztus 9. 19:00 (24:00) | Litvánia (LTU)                           | 89–80     | Nigéria  | Carioca Arena 1, Rio de Janeiro Nézőszám: 5785 Játékvezetők: Stephen Seibel (CAN), Robert Lottermoser (GER), Anne Panther (GER) |
| 2016. augusztus 9. 19:00 (24:00) | (13–16, 23–25, 29–13, 24–26) Jegyzőkönyv |           |          | Carioca Arena 1, Rio de Janeiro Nézőszám: 5785 Játékvezetők: Stephen Seibel (CAN), Robert Lottermoser (GER), Anne Panther (GER) |
| 2016. augusztus 9. 19:00 (24:00) | Mačiulis 21                              | Pont      | Diogu 19 | Carioca Arena 1, Rio de Janeiro Nézőszám: 5785 Játékvezetők: Stephen Seibel (CAN), Robert Lottermoser (GER), Anne Panther (GER) |
| 2016. augusztus 9. 19:00 (24:00) | Sabonis 7                                | Lepattanó | Diogu 7  | Carioca Arena 1, Rio de Janeiro Nézőszám: 5785 Játékvezetők: Stephen Seibel (CAN), Robert Lottermoser (GER), Anne Panther (GER) |
| 2016. augusztus 9. 19:00 (24:00) | Kalnietis 12                             | Gólpassz  | Ere 4    | Carioca Arena 1, Rio de Janeiro Nézőszám: 5785 Játékvezetők: Stephen Seibel (CAN), Robert Lottermoser (GER), Anne Panther (GER) |

| 2016. augusztus 11. 22:30 (3:30) | Litvánia (LTU)                           | 81–73     | Argentína        | Carioca Arena 1, Rio de Janeiro Nézőszám: 11 093 Játékvezetők: Ilija Belošević (SRB), Damir Javor (SLO), Eddie Viator (FRA) |
| 2016. augusztus 11. 22:30 (3:30) | (16–15, 14–12, 27–22, 24–24) Jegyzőkönyv |           |                  | Carioca Arena 1, Rio de Janeiro Nézőszám: 11 093 Játékvezetők: Ilija Belošević (SRB), Damir Javor (SLO), Eddie Viator (FRA) |
| 2016. augusztus 11. 22:30 (3:30) | Kuzminskas 23                            | Pont      | Ginóbili 22      | Carioca Arena 1, Rio de Janeiro Nézőszám: 11 093 Játékvezetők: Ilija Belošević (SRB), Damir Javor (SLO), Eddie Viator (FRA) |
| 2016. augusztus 11. 22:30 (3:30) | Valančiūnas 10                           | Lepattanó | Nocioni, Scola 7 | Carioca Arena 1, Rio de Janeiro Nézőszám: 11 093 Játékvezetők: Ilija Belošević (SRB), Damir Javor (SLO), Eddie Viator (FRA) |
| 2016. augusztus 11. 22:30 (3:30) | Kalnietis 7                              | Gólpassz  | Scola 4          | Carioca Arena 1, Rio de Janeiro Nézőszám: 11 093 Játékvezetők: Ilija Belošević (SRB), Damir Javor (SLO), Eddie Viator (FRA) |

| 2016. augusztus 13. 19:00 (24:00) | Spanyolország (ESP)                      | 109–59    | Litvánia       | Carioca Arena 1, Rio de Janeiro Nézőszám: 11 045 Játékvezetők: Ilija Belošević (SRB), Roberto Vázquez (PUR), Oļegs Latiševs (LAT) |
| 2016. augusztus 13. 19:00 (24:00) | (26–11, 22–18, 36–16, 25–14) Jegyzőkönyv |           |                | Carioca Arena 1, Rio de Janeiro Nézőszám: 11 045 Játékvezetők: Ilija Belošević (SRB), Roberto Vázquez (PUR), Oļegs Latiševs (LAT) |
| 2016. augusztus 13. 19:00 (24:00) | Gasol 23                                 | Pont      | Kuzminskas 17  | Carioca Arena 1, Rio de Janeiro Nézőszám: 11 045 Játékvezetők: Ilija Belošević (SRB), Roberto Vázquez (PUR), Oļegs Latiševs (LAT) |
| 2016. augusztus 13. 19:00 (24:00) | Reyes 9                                  | Lepattanó | Valančiūnas 10 | Carioca Arena 1, Rio de Janeiro Nézőszám: 11 045 Játékvezetők: Ilija Belošević (SRB), Roberto Vázquez (PUR), Oļegs Latiševs (LAT) |
| 2016. augusztus 13. 19:00 (24:00) | Llull 6                                  | Gólpassz  | Mačiulis 2     | Carioca Arena 1, Rio de Janeiro Nézőszám: 11 045 Játékvezetők: Ilija Belošević (SRB), Roberto Vázquez (PUR), Oļegs Latiševs (LAT) |

| 2016. augusztus 15. 22:30 (3:30) | Litvánia (LTU)                           | 81–90     | Horvátország  | Carioca Arena 1, Rio de Janeiro Nézőszám: 7809 Játékvezetők: Borys Ryzhyk (UKR), Steven Anderson (USA), Piotr Pastusiak (POL) |
| 2016. augusztus 15. 22:30 (3:30) | (21–13, 20–34, 14–28, 26–15) Jegyzőkönyv |           |               | Carioca Arena 1, Rio de Janeiro Nézőszám: 7809 Játékvezetők: Borys Ryzhyk (UKR), Steven Anderson (USA), Piotr Pastusiak (POL) |
| 2016. augusztus 15. 22:30 (3:30) | Kalnietis 26                             | Pont      | Bogdanović 22 | Carioca Arena 1, Rio de Janeiro Nézőszám: 7809 Játékvezetők: Borys Ryzhyk (UKR), Steven Anderson (USA), Piotr Pastusiak (POL) |
| 2016. augusztus 15. 22:30 (3:30) | Valančiūnas 6                            | Lepattanó | Simon 10      | Carioca Arena 1, Rio de Janeiro Nézőszám: 7809 Játékvezetők: Borys Ryzhyk (UKR), Steven Anderson (USA), Piotr Pastusiak (POL) |
| 2016. augusztus 15. 22:30 (3:30) | Kalnietis 11                             | Gólpassz  | Simon 6       | Carioca Arena 1, Rio de Janeiro Nézőszám: 7809 Játékvezetők: Borys Ryzhyk (UKR), Steven Anderson (USA), Piotr Pastusiak (POL) |

Negyeddöntő
| 2016. augusztus 17. 11:00 (16:00) | Ausztrália (AUS)                         | 90–64     | Litvánia                   | Carioca Arena 1, Rio de Janeiro Nézőszám: 9348 Játékvezetők: Steven Anderson (USA), Stephen Seibel (CAN), Piotr Pastusiak (POL) |
| 2016. augusztus 17. 11:00 (16:00) | (26–17, 22–13, 22–13, 20–21) Jegyzőkönyv |           |                            | Carioca Arena 1, Rio de Janeiro Nézőszám: 9348 Játékvezetők: Steven Anderson (USA), Stephen Seibel (CAN), Piotr Pastusiak (POL) |
| 2016. augusztus 17. 11:00 (16:00) | Mills 24                                 | Pont      | Kalnietis, Kavaliauskas 12 | Carioca Arena 1, Rio de Janeiro Nézőszám: 9348 Játékvezetők: Steven Anderson (USA), Stephen Seibel (CAN), Piotr Pastusiak (POL) |
| 2016. augusztus 17. 11:00 (16:00) | Bogut 7                                  | Lepattanó | Valančiūnas 8              | Carioca Arena 1, Rio de Janeiro Nézőszám: 9348 Játékvezetők: Steven Anderson (USA), Stephen Seibel (CAN), Piotr Pastusiak (POL) |
| 2016. augusztus 17. 11:00 (16:00) | Bogut 6                                  | Gólpassz  | Kalnietis 5                | Carioca Arena 1, Rio de Janeiro Nézőszám: 9348 Játékvezetők: Steven Anderson (USA), Stephen Seibel (CAN), Piotr Pastusiak (POL) |

| Csapat         | Helyezés |
| -------------- | -------- |
| Litvánia (LTU) | 7.       |

## Ökölvívás
Férfi
| Versenyző          | Versenyszám  | Selejtező                 | Nyolcaddöntő                 | Negyeddöntő       | Elődöntő          | Döntő             | Helyezés |
| Versenyző          | Versenyszám  | Ellenfél Eredmény         | Ellenfél Eredmény            | Ellenfél Eredmény | Ellenfél Eredmény | Ellenfél Eredmény | Helyezés |
| ------------------ | ------------ | ------------------------- | ---------------------------- | ----------------- | ----------------- | ----------------- | -------- |
| Evaldas Petrauskas | Kisváltósúly | Manodzs Kumár (IND) · 1-2 | kiesett                      | kiesett           | kiesett           | kiesett           | 17.      |
| Eimantas Stanionis | Váltósúly    | Liu Vej (CHN) · 3-0       | Shakhram Giyasov (UZB) · 1-2 | kiesett           | kiesett           | kiesett           | 9.       |

## Öttusa
| Versenyző          | Versenyszám | Vívás (V) | Vívás (V) | Úszás   | Úszás | Úszás | Bónusz vívás (B) | Bónusz vívás (B) | Bónusz vívás (B) | Lovaglás      | Lovaglás      | Lovaglás | Lovaglás | Futás/Lövészet | Futás/Lövészet | Futás/Lövészet | Futás/Lövészet | Összesen    | Összesen |
| Versenyző          | Versenyszám | Eredmény  | Pont      | Idő     | Pont  | Hely. | Eredmény         | Pont             | V+B Hely.        | Idő           | Hibapont      | Pont     | Hely.    | Lövőhiba       | Idő            | Pont           | Hely.          | Összes pont | Helyezés |
| ------------------ | ----------- | --------- | --------- | ------- | ----- | ----- | ---------------- | ---------------- | ---------------- | ------------- | ------------- | -------- | -------- | -------------- | -------------- | -------------- | -------------- | ----------- | -------- |
| Justinas Kinderis  | Férfi       | 18–17     | 208       | 2:06,84 | 320   | 30.   | 3–1              | 3                | 18.              | nem ért célba | nem ért célba | 0        | 33.      | 10             | 11:27,33       | 613            | 15.            | 1144        | 34.      |
| Laura Asadauskaitė | Női         | 19–16     | 214       | 2:21,01 | 277   | 27.   | 2–1              | 2                | 10.              | nem ért célba | nem ért célba | 0        | 30.      | 5              | 12:01,01       | 579            | 1.             | 1072        | 30.      |
| Ieva Serapinaitė   | Női         | 15–20     | 190       | 2:14,43 | 297   | 10.   | 0–1              | 0                | 25.              | 69,50         | 35            | 265      | 25.      | 6              | 14:29,68       | 431            | 34.            | 1183        | 28.      |

## Sportlövészet
Férfi
| Versenyző          | Versenyszám | Selejtező | Selejtező | Elődöntő | Elődöntő | Döntő   | Döntő    |
| Versenyző          | Versenyszám | Pont      | Helyezés  | Pont     | Helyezés | Pont    | Helyezés |
| ------------------ | ----------- | --------- | --------- | -------- | -------- | ------- | -------- |
| Ronaldas Račinskas | Skeet       | 112       | 30.       | kiesett  | kiesett  | kiesett | kiesett  |

## Súlyemelés
Férfi
| Versenyző         | Versenyszám | Szakítás | Szakítás | Lökés    | Lökés    | Összesen | Helyezés |
| Versenyző         | Versenyszám | Eredmény | Helyezés | Eredmény | Helyezés | Összesen | Helyezés |
| ----------------- | ----------- | -------- | -------- | -------- | -------- | -------- | -------- |
| Aurimas Didžbalis | 94 kg       | 177      | 2.       | 215      | 3.       | 392      |          |

## Tenisz
Férfi
| Versenyző         | Versenyszám | 64-es főtábla                 | 32-es főtábla     | Nyolcaddöntő      | Negyeddöntő       | Elődöntő          | Bronz- mérkőzés   | Döntő             | Helyezés |
| Versenyző         | Versenyszám | Ellenfél Eredmény             | Ellenfél Eredmény | Ellenfél Eredmény | Ellenfél Eredmény | Ellenfél Eredmény | Ellenfél Eredmény | Ellenfél Eredmény | Helyezés |
| ----------------- | ----------- | ----------------------------- | ----------------- | ----------------- | ----------------- | ----------------- | ----------------- | ----------------- | -------- |
| Ričardas Berankis | Egyes       | John Millman (AUS) · 0-6, 0-6 | kiesett           | kiesett           | kiesett           | kiesett           | kiesett           | kiesett           | 33.      |

## Torna
Férfi
| Versenyző       | Versenyszám      | Selejtező | Selejtező | Döntő    | Döntő    |
| Versenyző       | Versenyszám      | Pontszám  | Helyezés  | Pontszám | Helyezés |
| --------------- | ---------------- | --------- | --------- | -------- | -------- |
| Robert Tvorogal | Talaj            | 13,866    | 51.       | kiesett  | kiesett  |
| Robert Tvorogal | Ugrás            | 13,849    | 15.       | kiesett  | kiesett  |
| Robert Tvorogal | Korlát           | 13,500    | 57.*      | kiesett  | kiesett  |
| Robert Tvorogal | Nyújtó           | 14,166    | 39.       | kiesett  | kiesett  |
| Robert Tvorogal | Gyűrű            | 13,466    | 61.       | kiesett  | kiesett  |
| Robert Tvorogal | Lólengés         | 13,366    | 56.       | kiesett  | kiesett  |
| Robert Tvorogal | Egyéni összetett | 82,497    | 42.       | kiesett  | kiesett  |

* - egy másik versenyzővel azonos eredményt ért el

## Úszás
Férfi
| Versenyző                                                        | Versenyszám      | Előfutam | Előfutam | Előfutam | Elődöntő | Elődöntő | Elődöntő | Döntő   | Döntő    |
| Versenyző                                                        | Versenyszám      | Idő      | Hely.    | Össz.    | Idő      | Hely.    | Össz.    | Idő     | Helyezés |
| ---------------------------------------------------------------- | ---------------- | -------- | -------- | -------- | -------- | -------- | -------- | ------- | -------- |
| Simonas Bilis                                                    | 50 m gyors       | 22,01    | 5.       | 14.*     | 21,71    | 4.*      | 6.*      | 22,08   | 8.       |
| Simonas Bilis                                                    | 100 m gyors      | 49,16    | 4.       | 30.      | kiesett  | kiesett  | kiesett  | kiesett | kiesett  |
| Danas Rapšys                                                     | 100 m hát        | 54,40    | 4.       | 24.      | kiesett  | kiesett  | kiesett  | kiesett | kiesett  |
| Danas Rapšys                                                     | 200 m hát        | 1:59,58  | 8.       | 21.      | kiesett  | kiesett  | kiesett  | kiesett | kiesett  |
| Andrius Šidlauskas                                               | 100 m mell       | 1:00,59  | 2.       | 23.      | kiesett  | kiesett  | kiesett  | kiesett | kiesett  |
| Giedrius Titenis                                                 | 100 m mell       | 59,90    | 5.       | 12.      | 59,80    | 5.       | 10.      | kiesett | kiesett  |
| Giedrius Titenis                                                 | 200 m mell       | 2:12,13  | 7.       | 22.      | kiesett  | kiesett  | kiesett  | kiesett | kiesett  |
| Danas Rapšys Giedrius Titenis Deividas Margevičius Simonas Bilis | 4 × 100 m vegyes | 3:35,90  | 7.       | 14.      |          |          |          | kiesett | kiesett  |

Női
| Versenyző      | Versenyszám | Előfutam | Előfutam | Előfutam | Elődöntő | Elődöntő | Elődöntő | Döntő   | Döntő    |
| Versenyző      | Versenyszám | Idő      | Hely.    | Össz.    | Idő      | Hely.    | Össz.    | Idő     | Helyezés |
| -------------- | ----------- | -------- | -------- | -------- | -------- | -------- | -------- | ------- | -------- |
| Rūta Meilutytė | 100 m mell  | 1:06,35  | 2.       | 4.       | 1:06,44  | 2.       | 4.       | 1:07,32 | 7.       |

* - egy másik versenyzővel azonos időt ért el

## Vitorlázás
Férfi
| Versenyző       | Versenyszám     | Futam | Futam | Futam | Futam | Futam | Futam | Futam | Futam | Futam | Futam | Futam | Futam | Futam   | Pontszám | Helyezés |
| Versenyző       | Versenyszám     | 1     | 2     | 3     | 4     | 5     | 6     | 7     | 8     | 9     | 10    | 11    | 12    | É       | Pontszám | Helyezés |
| --------------- | --------------- | ----- | ----- | ----- | ----- | ----- | ----- | ----- | ----- | ----- | ----- | ----- | ----- | ------- | -------- | -------- |
| Juozas Bernotas | Szörfvitorlázás | 19    | 23    | 17    | 29    | (37)  | 14    | 26    | 37    | 21    | 37    | 26    | 29    | kiesett | 278      | 26.      |

Női
| Versenyző              | Versenyszám  | Futam | Futam | Futam | Futam | Futam | Futam | Futam | Futam | Futam | Futam | Futam | Pontszám | Helyezés |
| Versenyző              | Versenyszám  | 1     | 2     | 3     | 4     | 5     | 6     | 7     | 8     | 9     | 10    | É     | Pontszám | Helyezés |
| ---------------------- | ------------ | ----- | ----- | ----- | ----- | ----- | ----- | ----- | ----- | ----- | ----- | ----- | -------- | -------- |
| Gintarė Volungevičiūtė | Laser radial | (38)  | 1     | 8     | 8     | 12    | 5     | 12    | 21    | 4     | 11    | 8     | 91       | 7.       |